# Мучихино
Мучи́хино — деревня в Назиевском городском поселении Кировского района Ленинградской области.

## История
Впервые упоминается в Писцовой книге Водской пятины 1500 года как деревня Мучекино в Егорьевском Лопском погосте.
На шведской «Генеральной карте провинции Ингерманландии» 1704 года, составленной по материалам 1678 года, упоминается мыза Mutsikina hof.
Мыза Мотсикина нанесена на «Географическом чертеже Ижорской земли» Адриана Шонбека 1705 года.
На карте Санкт-Петербургской губернии Ф. Ф. Шуберта 1834 года обозначена деревня Мучиха (Орехов Куст), состоящая из 23 крестьянских дворов.

МУЧИХИНА — деревня принадлежит:

Наследникам капитана Скворцова, число жителей по ревизии: 13 м. п., 14 ж. п.

Наследникам господ Фёдоровых: 14 м. п., 14 ж. п.

Наследникам умершей чиновницы 6 класса Резановой: 6 м. п., 5 ж. п.

Подполковнику Ивану Арцыбашеву: 3 м. п., 4 ж. п.

Губернскому секретарю Александру Арцыбашеву: 6 м. п., 2 ж. п.

Наследникам поручика Николая Арцыбашева: 7 м. п., 13 ж. п.

Капитану 1-го ранга Андрею Арцыбашеву: 3 м. п., 4 ж. п.

Статской советнице Наталье Арцыбашевой: 3 м. п., 4 ж. п.

коллежскому асессору Дмитрию Арцыбашеву: 21 м. п., 23 ж. п. (1838 год)

На карте профессора С. С. Куторги 1852 года отмечена деревня Мучихина (Орехов Куст) из 23 дворов.

МУЧИХИНА (ОРЕХОВ КУСТ) — деревня господ Скворцовых, Винрут, Фёдоровых и Арцыбашевых, по почтовому тракту и просёлочной дороге, число дворов — 26, число душ — 83 м. п. (1856 год)

Число жителей деревни по X-ой ревизии 1857 года: 87 м. п., 83 ж. п..

МУЧИХИНО (ОРЕХОВ КУСТ) — деревня владельческая при колодцах, число дворов — 18, число жителей: 87 м. п., 63 ж. п.; Волостное правление. (1862 год)

Согласно подворной переписи 1882 года в деревне проживали 38 семей, число жителей: 96 м. п., 110 ж. п.; разряд крестьян — временнообязанные, а также пришлого населения 5 семей (7 м. п., 8 ж. п.).
Сборник Центрального статистического комитета описывал деревню так:

МУЧИХИНА (АРЕХОВ КУСТ) — деревня бывшая владельческая, дворов — 41, жителей — 198. Волостное правление, часовня, школа, лавка, 3 мельницы. (1885 год)

По данным 1889 года 60 десятин земли при деревне Мучихино принадлежали жене надворного советника В. П. Бельской. Покупка земли произошла до 1868 года.
В конце XIX века деревня административно относилась к Лукинской, в начале XX века — Путиловской волости 1-го стана Шлиссельбургского уезда Санкт-Петербургской губернии.
По данным «Памятной книжки Санкт-Петербургской губернии» за 1905 год деревня называлась Мучихино (Ореховый Куст).
С 1917 по 1921 год деревня Мучихино входила в состав Мучихинского сельсовета Лукинской волости Шлиссельбургского уезда.
Согласно военно-топографической карте Петроградской и Новгородской губерний издания 1921 года деревня называлась Мучихина (Ореховый Куст).
С 1922 года в составе Путиловской волости.
С 1923 года в составе Ленинградского уезда.
Согласно данным переписи населения СССР 1926 года в деревне Мучихино проживали 245 человек — большинство русские, а также эстонцы и поляки.
С февраля 1927 года в составе Мгинской волости, с августа 1927 года в составе Мгинского района.
С 1928 года в составе Васильковского сельсовета. В 1928 году население деревни Мучихино также составляло 245 человек.
По данным 1933 года деревня Мучихино входила в состав Васильковского сельсовета Мгинского района.

План деревни Мучихино. 1941 год

Согласно топографической карте РККА 1941 года деревня называлась Мучихина и насчитывала 60 дворов. В центре деревни находилась часовня.
В 1958 году население деревни Мучихино составляло 39 человек.
С 1960 года в составе Волховского района.
С 1961 года в составе Путиловского сельсовета.
По данным 1966 и 1973 годов деревня Мучихино также находилась в подчинении Путиловского сельсовета Волховского района.
По данным 1990 года деревня деревня Мучихино входила в состав Назиевского поссовета Кировского района.
В 1997 году в деревне Мучихино Назиевского поссовета проживали 19 человек, в 2002 году — 98 человек (русские — 75 %).
В 2007 году в деревне Мучихино Назиевского ГП — 87.

## География
Деревня расположена в северо-восточной части района на автодороге 41К-239 (Войпала — Горная Шальдиха).
Расстояние до административного центра поселения — 6 км.
Расстояние до ближайшей железнодорожной станции Жихарево — 7 км.

## Демография
| 1862 | 2007 | 2010 | 2017 |
| ---- | ---- | ---- | ---- |
| 150  | ↘87  | ↘79  | ↗80  |